# Bonhomme Carnaval

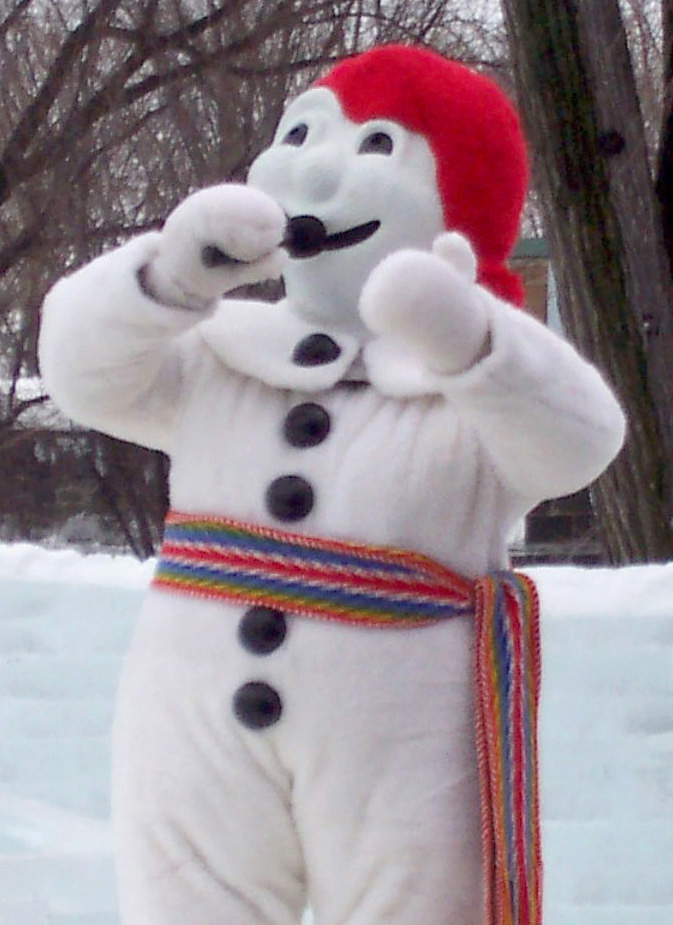

 Le Bonhomme Carnaval est l’emblème du Carnaval de Québec. Bonhomme est né en 1954, année décisionnelle de la relance du Carnaval de Québec. Il est nommé représentant de l'événement et participe à son premier vrai carnaval en 1955 (année du premier carnaval sous sa forme actuelle). C'est un ambassadeur de la joie de vivre des Québécois et les touristes associent directement son image aux festivités de l'événement. L'identité de ses personnificateurs est jalousement gardée secrète par le Carnaval.

## Description
Le Bonhomme Carnaval est une mascotte représentant un bonhomme de neige arborant une tuque rouge et la ceinture fléchée québécoise traditionnelle. Reconnu pour sa voix caverneuse, il est une des rares mascottes à pouvoir parler.  Bien qu'il ne soit décrit par les autorités du Carnaval que comme un "personnage", les médias le considèrent régulièrement comme une « mascotte »,.
Une figurine à l'effigie du Bonhomme, différente à chaque année, est mise en vente par le Carnaval pour son financement et est recherchée par les collectionneurs.

## Histoire
Le Bonhomme Carnaval est né de l'imagination de Louis-Philippe Plamondon, qui désirait un symbole fort pour incarner l'âme du Carnaval.  Son premier personnificateur fut Noël Moisan. Lors des défilés de nuit du Carnaval, Bonhomme Carnaval clôt le spectacle par sa présence sur le char allégorique qui lui est dédié. Le premier costume fut confectionné par Alfred Tétrault, tailleur et propriétaire de la concession l'Atelier du Tailleur du Syndicat de Québec , un magasin de St-Roch aujourd'hui disparu. À l'époque, le transistor n'existait pas encore et c'était un amplificateur à lampes qui alimentait le haut-parleur logé, comme aujourd'hui, dans l'oreille de Bonhomme. Une batterie de moto suspendue avec un harnais dans le costume fournissait l'électricité pour alimenter l'ampli. La chaleur dégagée par les lampes empêchait Bonhomme d'avoir de longues sorties.

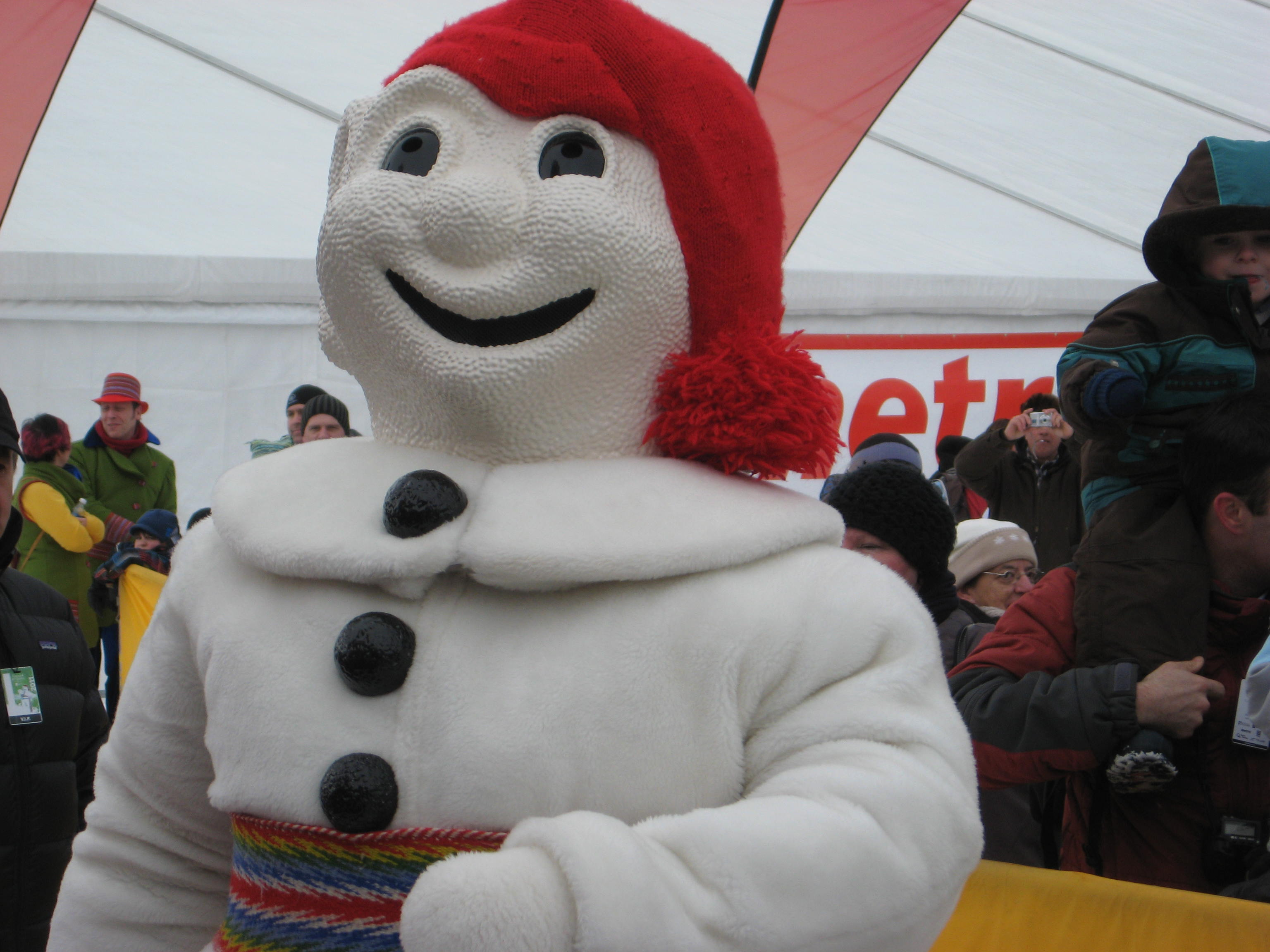
Le Bonhomme en 2011.

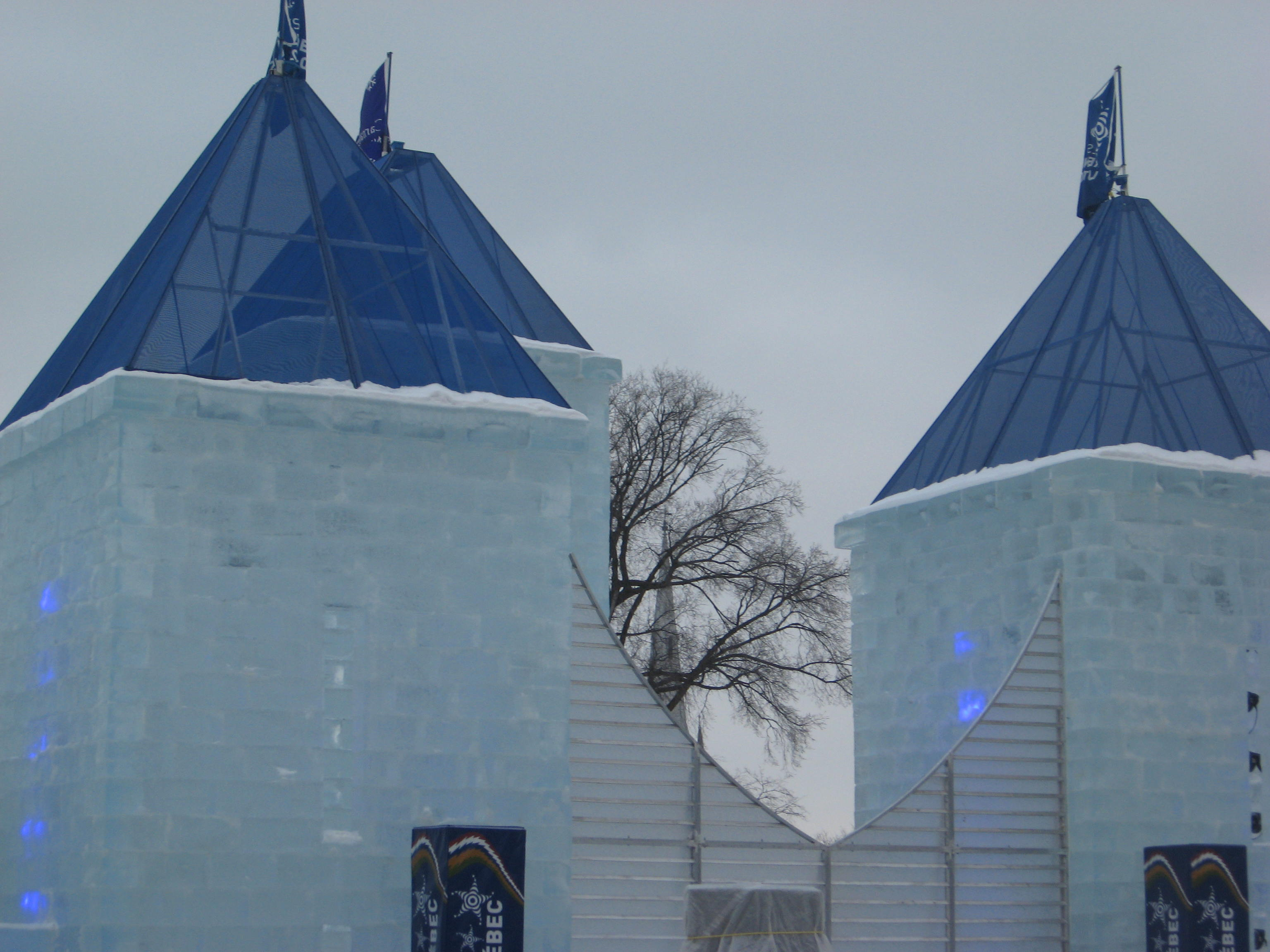
Le Palais de Bonhomme de l'édition 2011.

## Chansons
Plusieurs chansons ont été composées en l'honneur du Bonhomme Carnaval :
- Chansons

## Notoriété
Selon un sondage de la firme québécoise Léger Marketing, le Bonhomme Carnaval est reconnu par environ trois Canadiens sur cinq (61 %), et par la très grande majorité des Québécois (93 %). En janvier 2007, Bonhomme Carnaval apparaît comme personnage dans les publicités télévisés des restaurants Saint-Hubert. Le cachet obtenu par Bonhomme fut remis au Centre Mère-Enfant du Centre hospitalier de l'Université Laval.
La popularité du Bonhomme comme représentant du Carnaval est telle que son passage a été décrit en disant que lorsqu'« Il se promène avec des gardes du corps, il est plus connu que les politiciens et est partout accueilli comme une vedette rock.  Les enfants y croient, les gens l'aiment. »

## Polémiques
Bonhomme a été une cible du groupe humoristique québécois Les Bleu Poudre lors de leur émission hebdomadaire Taquinons la planète au début des années 1990. Ceux-ci s'amusaient à taper sur la tête d'un faux Bonhomme avec une poêle en fonte.  La maison d'édition Les Intouchables s'est servi d'une image de Bonhomme Carnaval portant une arme à feu comme couverture pour le roman policier Les années fantômes de Pierre Brisset des Nos.  L'auteur et l'éditeur furent poursuivis par le Carnaval mais le conflit fut réglé à l'amiable.
En janvier 2005, les personnificateurs du Bonhomme et ses escortes s'étaient syndiqués en s'affiliant aux Travailleurs unis de l'alimentation et du commerce.  Après un conflit avec le Carnaval, les employés ont quitté leur emploi.  Leurs successeurs ont décidé de ne pas se syndiquer.
Une autre polémique a enflé alors que le journal anglophone Mcleans publie une photo de Bonhomme transportant une valise pleine d'argent sale. La photo a depuis été retirée à la suite du scandale et des poursuites.